# Franc Bois
Pour les articles homonymes, voir franc.

Le Franc Bois est un site naturel boisé situé sur le territoire de la commune de Chimay (section de Lompret) au sud de la province de Hainaut (Belgique).
Il est repris comme Patrimoine immobilier exceptionnel de la Wallonie.

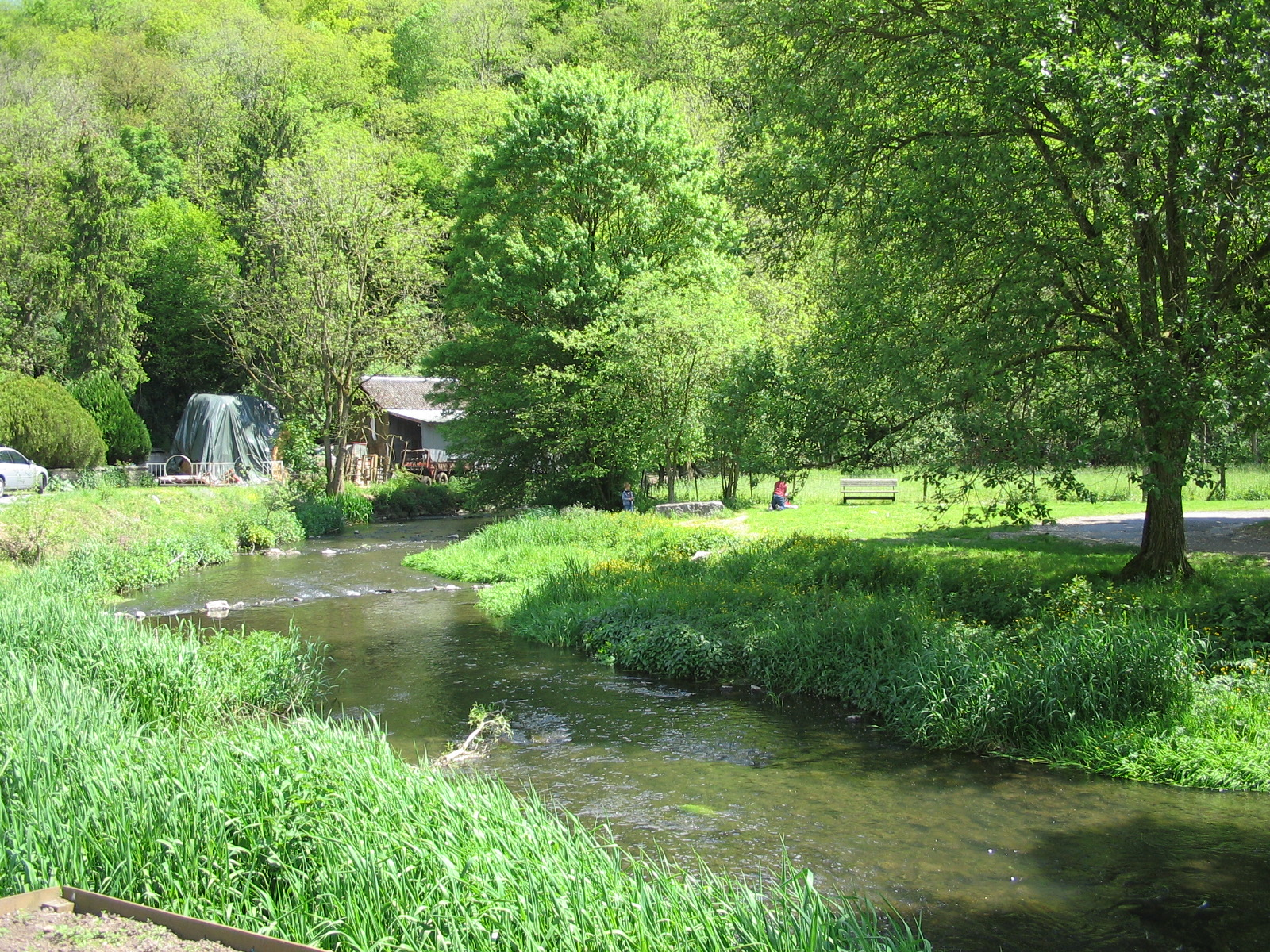
L'Eau Blanche à Lompret au pied du Franc Bois

## Situation
Le Franc Bois est bordé au nord par la route nationale 939 à la sortie de Lompret en direction du village voisin d'Aublain et au sud par le cours de l'Eau Blanche en aval du village de Lompret.

## Description
D'une superficie de 38,17 ha, le Franc Bois est un espace naturel boisé culminant à l'altitude d'environ 238 m. Il comprend le rocher du Corbeau dominant un méandre de l'Eau Blanche et fait partie de la région géologique calcaire de la Calestienne. 

## Flore
La particularité botanique de ce bois est de compter un important peuplement d'ifs (Taxus baccata) ainsi que la présence de la scille à deux feuilles (Scilla bifolia).

## Classement
Le site est classé comme monument le 22 octobre 1982 et repris sur la liste du patrimoine exceptionnel de la Région wallonne depuis 2016. Il est aussi repris comme site de grand intérêt biologique.
 Patrimoine classé (1982, no 56016-CLT-0015-01)
 Patrimoine exceptionnel (2016, no 56016-PEX-0002-03)

## Source
- Site de la biodiversité en Wallonie